# Regne de Bono
El regne de Bono (també Brong) fou un estat akan de la moderna Ghana que va existir entre el segle xv i el XVIII, situat entre els boscos de Guinea i les sabanes del Sudan en el que avui és la regió de Brong-Ahafo a la República de Ghana.
Bono va ser fundada probablement al voltant de 1300, i sens dubte, el seu lloc estava relacionat amb el comerç d'or desenvolupat a Bighu, un centre comercial malià musulmà o dyula, a 64 km al nord-oest. Des d'allà els comerciants musulmans van anar a Bono poc després de la seva fundació, i molts membres de la família reial van ser posteriorment convertits a l'Islam. Gairebé tots els estats akans van sorgir de Bono.
Els reis de Bono es diu que van tenir un paper important en la indústria d'extracció d'or; tant Odomankoma (va florir vers 1450-1475) com Alī Kwame (va florir vers 1550-1560) es creu que van introduir noves tècniques de mineria a l'oest del Sudan als camps akan; Owusu Adam (va florir vers 1650) va reorganitzar completament la indústria. Des dels camps akans l'or va passar a través dels dipòsits del Sudan occidental al llarg de les rutes comercials del Sàhara als ports terminals del nord d'Àfrica i d'allà a Europa i altres llocs.
La seva capital era Bono Manso (Bo-Mansu), un antic mercat amb destacat paper en el comerç transsaharià; la ciutat va ser instrumental en la formació de l'estat de Bono.
Bono participa en guerres amb Jakpa de Gonja i finalment va ser subjugada a 1722-1723 per Opoku Ware de l'Imperi Aixanti que va ocupar (1723); molts residents de Bono Manso van fugir a Takyiman (o Tekyiman, Techiman, Takijiman). En 1740 l'estat Bono-Tekyiman, que comprenia més o menys el mateix territori que l'estat anterior es va fundar sota sobirania aixanti a qui va pagar tribut probablement fins al 1874.